# Euspilotus batesoni
Euspilotus batesoni är en skalbaggsart som först beskrevs av Blair 1933.  Euspilotus batesoni ingår i släktet Euspilotus och familjen stumpbaggar. Inga underarter finns listade i Catalogue of Life.